# 绒毛野丁香
绒毛野丁香（学名：Leptodermis potanini var. tomentosa）为茜草科野丁香属下的一个变种。

## 扩展阅读
- 維基物種上的相關：绒毛野丁香